# Laura Marano
Pour les articles homonymes, voir Marano.
Laura Marano, née Laura Marie Marano le 29 novembre 1995 à Los Angeles (Californie, États-Unis), est une actrice et chanteuse américaine. Elle est connue pour interpréter depuis plusieurs saisons le rôle d'Ally dans la série américaine Austin et Ally ainsi que Monica dans Ma pire journée.

## Biographie
Laura est née à Los Angeles le 29 novembre 1995. Sa mère se nomme Ellen Marano et est la propriétaire du Théâtre de l'enfance Agoura. Son père se nomme Damiano Marano. Elle est la sœur cadette de Vanessa Marano, la vedette de la série Switched (Switched at Birth) sur ABC. Elle est mi-italienne et mi-américaine.

## Carrière d'actrice
Elle a commencé à 5 ans son métier d'actrice, puis a travaillé pour de nombreuses productions au Théâtre Stage Door. Elle a eu des petits rôles dans Ghost Whisperer, NIH : Alertes médicales, Huff et Jeanne d'Arcardia. Son plus grand rôle à la télévision fut dans FBI : Portés disparus et d'autres spectacles. Elle a également prêté sa voix à des films d'animations comme Le Monde de Nemo ou L'Âge de glace. Elle était un membre régulier de l'émission de jeu FOX. Laura est depuis apparue dans plusieurs épisodes de The Sarah Silverman Program (en). Elle est également apparue dans Dexter.
Elle a été la covedette de Ross Lynch dans Austin et Ally, où elle a joué le rôle principal de Ally Dawson.
En 2014, elle a participé au clip de The Vamps, Somebody To You, en featuring avec Demi Lovato, paru le 9 juin.
En 2015, elle est la vedette du film Bad Haïr Day (Ma Pire Journée), production de Disney Channel. En 2016, elle joue elle-même dans le film Disney Channel : Mère et Fille : California Dream.
En mars 2018, elle est annoncée au casting de la comédie romantique The Perfect Date de Chris Nelson aux côtés de Noah Centineo et Camila Mendes. Le film sort le 12 avril 2019 sur Netflix,.

## Carrière de chanteuse
Elle chante dans Austin et Ally :
- Me & You (seule ; et avec Cameron Jebo - Gavin Young)
- You Can Come To Me (avec Ross Lynch)
- The Me That You Don't See (seule)
- Finally Me (seule)
- I Love Christmas (avec Ross Lynch)
- Redial (seule)
- Parachute (seule)
- Don't Look Down (avec Ross Lynch)
- You Don't See Me (seule)
- Dance Like Nobody's Watching (seule)
- Play My Song (seule)
- Perfect Christmas (avec Ross Lynch)

Hors la série, elle co-compose la chanson Finally Me.
À Noël 2014, elle chante pour Disney Channel :
- Jingle Bell Rock
- Last Christmas

En mars 2015, elle signe un contrat avec Big Machine Records, le même label que Taylor Swift. Elle était auparavant représentée par Walt Disney (seule), Hollywood Records (groupe) et Razor & Tie (Kidz Bop Kids). Elle sort le 4 avril 2016, le premier single de son album nommé Boombox. Le 25 août 2016, elle sort le second single, La La.
La même année, elle interprète la chanson de la série animée Miraculous, les aventures de Ladybug et Chat Noir dans la version anglophone. Le clip est dirigé par Cole Walliser, avec qui elle avait déjà travaillé sur la vidéo de sa chanson Boombox.

## Filmographie

### Cinéma
- 2005 : The Jacket : Jackie enfant
- 2012 : Disney 365 : elle-même
- 2014 : A Sort of HomeComing : Amy
- 2017 : Lady Bird de Greta Gerwig : Diana Glass
- 2019 : The Perfect Date : Celia Lieberman
- 2019 : A Cinderella Story: Christmas Wish : Katherine “Kat” Decker
- 2019 : Saving Zoë de Jeffrey G. Hunt : Echo
- 2020 : Mon grand-père et moi (The War with Grandpa) de Tim Hill : Mia
- 2022 : Absolument royal ! (The Royal Treatment) : Isabella « Izzy »

### Télévision
- 2003-2004 : FBI : Portés disparus : Kate Malone
- 2004 : Le Monde de Joan : Emily
- 2005 : NIH : Alertes médicales (Medical Investigation) : Brooke Beck
- 2005 : The X's : Scout (voix)
- 2006 : Ghost Whisperer : Audrey
- 2006 : Dexter : Debra jeune
- 2007-2008 : Back to You : Gracie
- 2007-2008 : Sarah Silverman Program : Sarah Silverman jeune
- 2008 : La Nouvelle Vie de Gary : Louise Brooks
- 2009 : Heroes : Alice jeune
- 2009 : Little Monk Cousin Lauren : Marsha
- 2010 : True Jackson : Molly (saison 2, épisode 7)
- 2010 : The Sarah Silverman Program : Sarah Silverman jeune
- 2010 : Flashforward : Tracy jeune (saison 1, épisode 13)
- 2010 : Childrens Hospital : Haly (saison 2, épisode 7)
- 2011-2016 : Austin et Ally : Ally Dawson
- 2012 : Jessie : Ally Dawson (saison 2, épisode 6)
- 2014 : Liv et Maddie : Sauvage (saison 1, épisode 17)
- 2015 : Ma pire journée : Monica
- 2015 : Alvin et les Chipmunks : À fond la caisse : la gardienne des garçons
- 2016 : Mère et Fille : California Dream : elle-même
- 2018 : Miraculous, les aventures de Ladybug et Chat Noir : Laura Rossignol / Rossignoble (chant, VO : Laura Nightingale / Frighningale)
- 2023 : L'Amour au choix (Choose Love) de Stuart McDonald : Cami

## Discographie

### EPs
- 2019 : Me
- 2020 : You
- 2022 : Us

### Clips vidéos
- 2012 :  Words
- 2012 : Heard it on the radio, Ross Lynch
- 2014 : Somebody To You, The Vamps feat Demi Lovato
- 2016 : Boombox
- 2018 : Me
- 2019 : Let Me Cry
- 2019 : Not Like Me
- 2019 : Lie To Me
- 2019 : F.E.O.U.
- 2019 : Me and the Mistletoe (feat. Kurt Hugo Schneider)
- 2020 : Can't Hold On Forever (Live At Home Performance)
- 2021 : Something To Believe In
- 2021 : Honest With You (Remix)
- 2022 : Worst Kind of Hurt (feat. Wrabel) (Live Video)
- 2022 : Dance With You (feat. Grey)

## Tournée
- 2022 : The Us Tour

## Philanthropie

### Les amis de Disney pour le changement
Avec Ross Lynch, elle travaille dans les TreePeople à but non lucratif qui inspirent la préservation et la création d'espaces verts à San Pedro école primaire organisationnelle de Los Angeles. Laura et Ross aux côtés des étudiants et bénévoles Disney, aidé végétales 350 arbres et de jardins scolaires dans le cadre de la subvention qui a fait Disney 100 000 $ pour aider les jardins verdoyants des écoles et de fournir plus de 20 000 étudiants de Los Angeles avec les connaissances dont ils ont besoin de faire de même dans leur environnement.

### Travail avecUnicef
En août 2013, Laura Marano est nommée ambassadrice par l'Unicef. Elle aide par exemple à récolter de l'argent à Halloween pour aider les enfants à travers le monde.

### Campagne lundi sans viande
En août 2014, elle est nommée ambassadrice pour la campagne « Step up to the Plate » par Disney and Birds Eye Vegetables. Cette campagne consiste à convaincre les enfants à manger des légumes aux États-Unis avec d'autres stars comme Bella Thorne, Kaley Cuoco, Katy Perry, Kristen Bell, Ke$ha, Paul Wesley et Ian Somerhalder. Laura a participé à une séance photo et une vidéo d'appui de la campagne. La campagne a distribué des milliers d'affiches pour les écoles à travers le pays, cherchant à passer le mot sur l'avantage de renoncer à de la viande une fois par semaine.

## Récompenses et nominations
| Année | Prix                | Catégorie                 | Travail nommé | Résultat   | Ref. |
| ----- | ------------------- | ------------------------- | ------------- | ---------- | ---- |
| 2014  | Teen Choice Awards  | Choice TV Actress: Comedy | Austin & Ally | Nomination |      |
| 2015  | Kids' Choice Awards | Actrice TV préférée       | Austin & Ally | Lauréat    |      |

## Voix francophones
Laura Marano s'étant principalement fait connaitre par la série Austin et Ally et autres productions Disney où elle apparaît, c'est Séverine Cayron qui est sa principale voix en Belgique. Elle y est aussi doublée par Audrey Devos.
En France, c'est Adeline Chetail qui est sa seconde voix.
Au Québec, elle est doublée une seule fois par Fanny-Maude Roy.
En France
| - Séverine Cayron (Belgique) dans : - Austin et Ally (Ally, 2001-2016) - Jessie (Ally, 2012) - Liv et Maddie (2014) - Ma pire journée (2015) - Mère et Fille : California Dream (2016) | - Adeline Chetail dans - Back to You (2007-2008) - The Perfect Date (2019) - Audrey Devos (Belgique) dans Lady Bird (2017) - Rebecca Benhamour dans Saving Zoë (2019) - Lila Lacombe dans Absolument royal ! (2022) |

Au Québec
- Fanny-Maude Roy dans Mon grand-père et moi (2020)